# 左安安
左安安（1971年8月29日—），本名左宜宜，台灣女歌手、作曲家、電視名人。父親為台灣音樂人左宏元（作詞人古月）。1990年代間曾出版過5張專輯，並曾寫過許多知名歌曲。近年來轉型為專輯製作人、作曲家，也於選秀節目中擔任評審。知名作品有莫文蔚 〈如果沒有你〉 、SHE〈花都開好了〉 。她曾說唯一一首受歡迎的作品為2000年陳慧琳的〈愛你愛的〉，當年專輯在台灣推出10天賣出20萬張。

## 戲劇
- 1994年 華視《甜蜜家族》飾演
- 1997年 華視《大紅燈籠高高掛》飾演 憶容

## 音樂作品
作曲作品：
- S.H.E ：Beauty Up My Life、H.B.O、Belief、花都開好了、不想長大、北歐神話、長相思、痛快、鬥牛士之歌、Goodbye My Love、Never Mind、藉口、星光

- Selina 任家萱：忘記把你忘記

- HEBE 田馥甄：摩天輪

- 范瑋琪：不要哭(作詞作曲)、每天、再聯絡

- 江美琪：有個男生為我哭

- 許茹芸 ：捨不得

- 梁詠琪：amour、某人

- 飛輪海：心裡有數

- 動力火車 不要愛我

- 楊丞琳：缺氧

- 容祖兒：謝謝你愛我(作詞作曲)、我好想他(作詞作曲)

- 何嘉莉：灰色地帶

- 許慧欣：失眠

- 莫文蔚：如果沒有你

- 陳慧琳：愛你愛的(作詞作曲)

- 張靚穎：有時候

- 徐婕兒 ：TIC TAC TOE(作詞作曲)、不想讓你走(作詞作曲)

- 康淨淳：No way

- 艾怡良：如果你愛我(作詞作曲)

- 梁文音：我們

## 廣告代言
- 1995年 金美克能洗髮乳